# دوماشنو
دوماشنو (به لهستانی:  Domaszno) یک روستا در لهستان است که در گمینا دژویتسا واقع شده‌است. دوماشنو ۵۳۹ نفر جمعیت دارد.